# Alfombra de Heriz
La alfombra de Heriz es un tipo de alfombra persa. Se confecciona en una treintena de pueblos diseminados por el este de Tabriz, por ejemplo Heriz, Merivan, Georavan y Bakhshaih. Estas alfombras pertenecen a la familia de las alfombras de Tabriz pero su ejecución particular obliga a clasificarlas aparte.

## Descripción
Los artesanos tejen las alfombras de Tabriz y de Heriz utilizando los mismos cartones, pero con una interpretación diferente: los de Heriz, ignorando el arte de anudar las líneas curvas, modifican el aspecto de los arabescos dibujados en los cartones tejiéndolos con líneas perpendiculares, horizontales y oblicuas. A partir del mismo diseño pueden, pues, nacer dos alfombras diferentes, la tabriz y la heriz.
- Datos: Q2045414
- Multimedia: Rugs and carpets of Heris / Q2045414